# Muchen Daomin
Muchen Daomin (chiń. 木陳道忞, pinyin Mùchén Dàomín; kor. 목진도민 Mokchin Tomin; jap. Bokujin Dōbin; wiet. Mộc Trần Đạo Mẫn; ur. 1596, zm. 1674) – chiński mistrz chan z odgałęzienia yangqi szkoły linji.

## Życiorys
Urodził się w Dapu w Guandong jako Li Lin. Jako młody chłopiec studiował konfucjanizm, jednak był zdeterminowany aby zostać mnichem buddyjskim, wbrew woli rodziców. W końcu został zaordynowany na górze Lu, a po jakimś czasie przyjął kompletną ordynację u mistrza Hanshana Deqinga.
W 1627 roku praktykował w klasztorze Kaixian na górze Lu pod kierunkiem mistrza Ruomeia Zhiminga (1569–1631). Poznał wtedy Huanga Duanbo, który później został wysokim urzędnikiem w Ningbo i po namowie przez Muchena, zaprosił mistrza Miyuna na stanowiska opata w Ayuwang si i Tiantong si.
Następnie rozpoczął praktykę u mistrza Miyuna Yuanwu. Ze względu na jego literackie zdolności oraz konfucjańskie wykształcenie od 1628 roku przez prawie 10 lat służył mu jako skryba i wiele z jego przemyśleń znalazło się w pismach nauczyciela. Po śmierci Miyuna Muchen prowadził przez jakiś czas słynny klasztor Tiantong. Równocześnie był opatem w kilku innych klasztorach.
W 1659 roku nastąpił punkt zwrotny w jego karierze, gdy wezwał go do Pekinu cesarz Shunzhi (順治, pan. 1643-1661). Podczas ich rozmów cesarz wykazał się wielkim zainteresowaniem naukami chanu. Cesarz zadowolony z rozmów uhonorował portret nauczyciela Muchena – Miyuna Yuanwu oraz włączył „zapisane wypowiedzi” (chiń. yulu) Muchena do cesarskiego kanonu. Oprócz tego Muchen został także uhonorowany kilkoma tytułami, a jego uczniowie zostali opatami w wielkich klasztorach Pekinu. Po krótkim pobycie w stolicy Muchen powrócił do swojego klasztoru wraz z kilkoma kaligrafiami cesarza. Jedna z nich – jingfo („Czczenie Buddy”) – została skopiowana i znajduje się w klasztorze Tiantong na steli.
Wkrótce po upadku Mingów Muchen wykazał wiele sympatii dla upadłej dynastii i zaprzyjaźnił się wieloma lojalistami ten dynastii. Jednak po spotkaniu z cesarzem Shunzim, zaczął wspierać nowy reżim i otwarcie mówił publicznie o swoich dobrych relacjach z cesarzem. To z kolei spowodowało jego konflikt z intelektualistami oraz mnichami, którzy ciągle czuli się nostalgicznie związani z upadłym reżimem. Odbiło się to także niekorzystnie po jego śmierci. W 1735 roku cesarz Yongzheng (雍正, pan. 1722-1735) potępił go za eksponowanie osobistego życia byłego cesarza i wydał zakaz publikowania i czytania jego pracy Beiyou ji. Tylko wielki szacunek tego cesarza dla Miyuna Yuanwu zapobiegły przed całkowitym zlikwidowaniem linii przekazu Muchena. Z powodu szybkiej zmiany stanowiska z lojalisty Mingów na narodowego nauczyciela za reżimu Mandżurów, w kręgach buddyjskich nazywany był „buddyjskim grzesznikiem”.
Mistrz chan Muchen Daomin zmarł w 1674 roku. Pozostawił po sobie 84 spadkobierców Dharmy.

## Prace literackie
- Beiyou ji (Zbiór z północnych wycieczek)
- Shanweng Min chanshi suinian zip (Chronologiczna autobiografia Muchena Daomina)
- Chandeng shipu (tekst poświęcony genealogii chan)

## Linia przekazu Dharmy zen
Pierwsza liczba oznacza liczbę pokoleń mistrzów od 1 Patriarchy indyjskiego Mahakaśjapy.
Druga liczba oznacza liczbę pokoleń od 28/1 Bodhidharmy, 28 Patriarchy Indii i 1 Patriarchy Chin.
Trzecia liczba oznacza początek nowej linii przekazu w danym kraju.
- 39/29. Huanyou Zhengchuan (1549–1614)
  - 40/30. Xuejiao Yuanxin postanowił zrekreować szkołę yunmen
  - 40/30. Tianyin Yuanxiu (1575–1635)
    - 41/31. Ruo’an Tongwen (1604–1655)
    - 41/31. Shanci Tongji (1608–1645)
    - 41/31. Yulin Tongxiu (1614–1675)
      - 42/32. Maoxi Xingsen (1614–1677)
      - 42/32. Baisong Xingfeng (1612–1674)
      - 42/32.
        - 43/33. Meng’an Chaoge (1639–1708)
          - 44/34. Jialing Xingyin (1671–1726)

  - 40/30. Miyun Yuanwu (1566–1642) 12 spadkobierców
    - 41/31. Shiche Tongsheng (1593–1638) 3 spadkobierców
      - 42/32. Xigan Xingyuan (1609–1679)
      - 42/32. Qiyuan Xinggang (1597–1654) mistrzyni chan, 7 spadkobierczyń
        - 43/33. Yikui Chaochen (1625–1679) mistrzyni chan

    - 41/31. Chaozong Tongren (1604–1648)
    - 41/31. Muyun Tongmen (1591–1671)
    - 41/31. Poshan Haiming (1577–1666)
      - 42/32. Zhangrue Tongzui (1610–1693)

    - 41/31. Hanyue Fazang (1573–1635)
      - 42/32. Tanji Hongren (1599–1638)
      - 42/32. Jiqi Hongchu (1605–1672)
        - 43/33. Baochi Jizong (ur. 1606) mistrzyni chan
        - 43/33. Zukui Jifu mistrzyni chan
        - 43/33. Renfeng Jiyin (bd) mistrzyni chan
        - 43/33. Jiyin Xiangyu (bd)

      - 42/32. Liu Daozhen (bd)
      - 42/32. Dingmu Hongche (bd)
      - 42/32. Jude Hongli (1600–1667)
        - 43/33. Huishan Jiexian (1610–1672)
        - 43/33. Bo’an Zhengzhi (1599–1676)

    - 41/31. Muchen Daomin (1596–1674)
      - 42/32. Lü’an Benyue (zm. 1676)
        - 43/33. Shitao Yuanji (1630–1708) z cesarskich Mingów

      - 42/32. Yuan’an Benli (1622–1682)
        - 43/32. Gulu Fan (bd)
          - 44/34. Ziyong Chengru (ur. ok. 1645) mistrzyni chan

      - 42/32. Shouzun Yuanzhao (1647–1729)
        - 43/33/1. Wietnam tradycja Nguyên Thiều w ramach szkoły lâm tế (czyli linji)

    - 41/31. Wanru Tongwei (1594–1657)
      - 42/32. Jizong Xingche (ur. 1606) mistrzyni chan
        - 42/33. Renhua Fa (bd) mistrzyni chan

    - 41/31. Feiyin Tongrong (1593–1661) 64 spadkobierców
      - 42/32. Hanpu Xingcong (1610–1666)
      - 42/32. Baichi Xingyuan (1611–1662)
      - 42/32. Shujian Huihai (bd)
      - 42/32. Gengxin Xingmi (bd)
        - 43/33. Daozhe Chaoyuan (1602–1662) Japonia, Nagasaki.
          - 44/34/1. Bankei Yōtaku (1622–1793) był jego uczniem przez rok, otrzymał nawet inka, ale nie został jego spadkobiercą

      - 42/32. Yinyuan Longqi (1592–1673) szkoła ōbaku
        - 43/33. Yelan Xinggue (1613–1651)
        - 43/33. Yiran Xingrong (1601–1668)
        - 43/33. Huimen Rupei (1615–1664)

    - 41/31. Shiqi Tongyun (1594–1663)
      - 42/32. Weiji Xingzhi (zm. 1672) mistrzyni chan
        - 43/33. Jingnuo Chaoyue (bd) mistrzyni chan